# De Gasparis (cráter)
De Gasparis es un cráter de impacto que se encuentra en la parte suroeste de la Luna, situado al suroeste del cráter Cavendish y al sur de Mersenius.
El borde de De Gasparis está desgastado y erosionado, y el interior ha sido inundado por lava basáltica. El borde externo que se ha mantenido alcanza una altitud máxima de aproximadamente 0,8 km.
|  |  |

Este cráter se caracteriza por la formación de grietas que atraviesan el suelo y la superficie circundante. Este sistema de hendiduras en la superficie se designa Rimae de Gasparis, y abarca una superficie de unos 130 kilómetros de diámetro. Se cree que las fisuras se han creado debido a fallas tectónicas de profundidad situadas bajo la superficie. Atraviesan De Gasparis, lo que indica que se formaron con posterioridad al cráter.

## Cráteres satélite
Por convención estos elementos son identificados en los mapas lunares poniendo la letra en el lado del punto medio del cráter que está más cerca de De Gasparis.
|             | \| De Gasparis \| Coordenadas \| Diámetro \| \| ----------- \| ------------------------------ \| -------- \| \| A \| 26°42′S 51°18′O / -26.7, -51.3 \| 37 km \| \| B \| 27°00′S 52°30′O / -27.0, -52.5 \| 12 km \| \| C \| 26°18′S 51°42′O / -26.3, -51.7 \| 6 km \| \| D \| 25°42′S 50°06′O / -25.7, -50.1 \| 4 km \| \| E \| 26°24′S 49°24′O / -26.4, -49.4 \| 7 km \| \| F \| 26°18′S 49°18′O / -26.3, -49.3 \| 8 km \| \| G \| 27°00′S 49°18′O / -27.0, -49.3 \| 6 km \| |          |
| De Gasparis | Coordenadas | Diámetro |
| A           | 26°42′S 51°18′O / -26.7, -51.3 | 37 km    |
| B           | 27°00′S 52°30′O / -27.0, -52.5 | 12 km    |
| C           | 26°18′S 51°42′O / -26.3, -51.7 | 6 km     |
| D           | 25°42′S 50°06′O / -25.7, -50.1 | 4 km     |
| E           | 26°24′S 49°24′O / -26.4, -49.4 | 7 km     |
| F           | 26°18′S 49°18′O / -26.3, -49.3 | 8 km     |
| G           | 27°00′S 49°18′O / -27.0, -49.3 | 6 km     |